# Koppal (stad)
Koppal is een dorp in het gelijknamige district Koppal van de Indiase staat Karnataka. 

## Demografie
Volgens de Indiase volkstelling van 2001 wonen er 56.145 mensen in Koppal, waarvan 51% mannelijk en 49% vrouwelijk is. De plaats heeft een alfabetiseringsgraad van 61%. 